# NGC 3109
NGC 3109 este o mică galaxie spirală magellanică barată care este situată în constelația Hidra la vreo 4,35 de milioane de ani-lumină de Calea Lactee. A fost descoperită de astronomul britanic John Herschel în 1835 în timp ce  se afla în Africa de Sud.

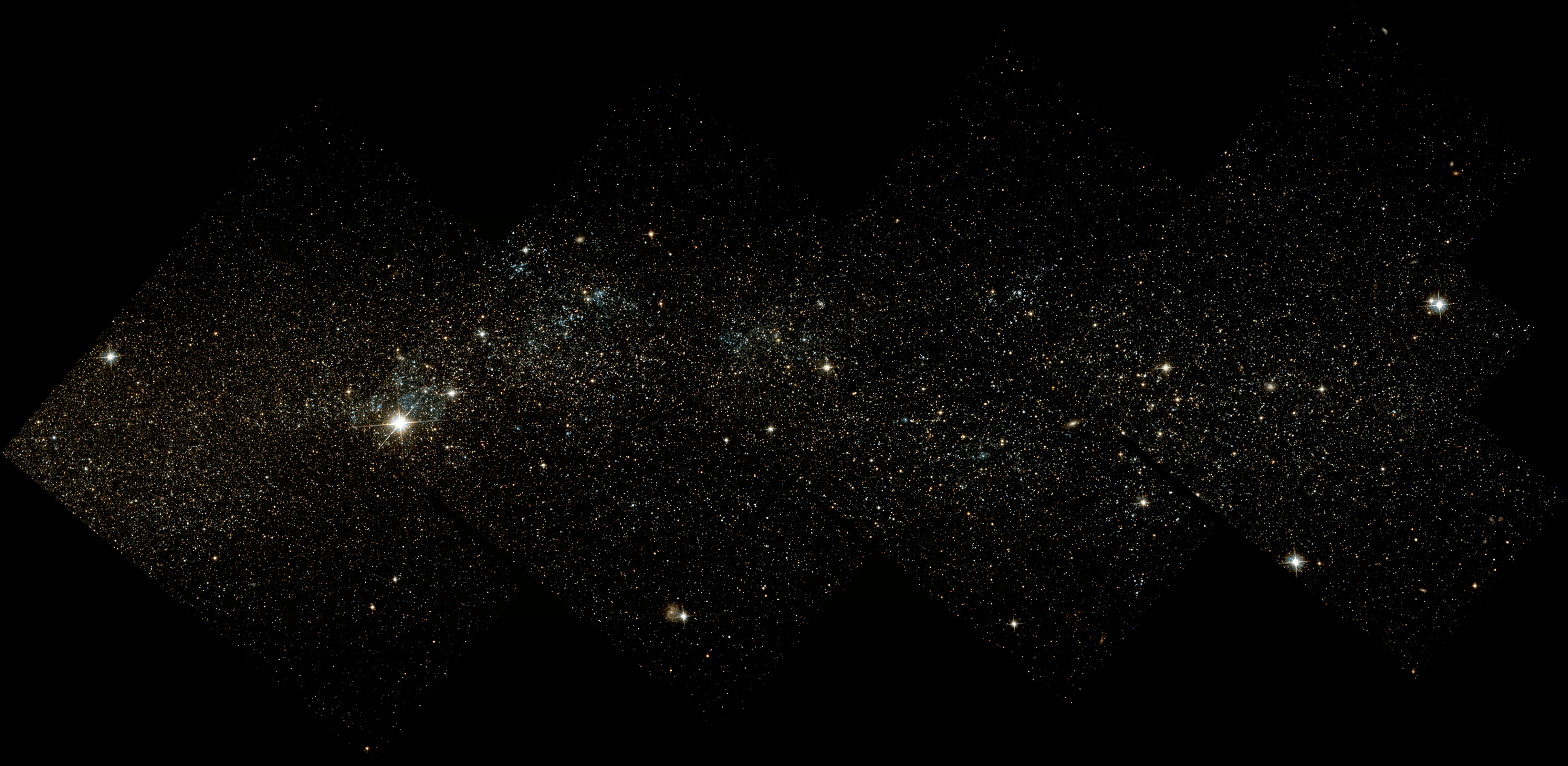
O parte din NGC 3109 văzut prin telescopul spațial Hubble.

Peste cincizeci de măsurători nebazate pe decalajul spre roșu (redshift) dau o distanță de 1,334 ± 0,187 Mpc (∼4,35 de milioane de ani-lumină). Dat fiind că această galaxie este aproape de Calea Lactee, aceste măsurători sunt mai fiabile decât distanța obținută pornind de la decalajul spre roșu, care dă o valoare mult mai mare de 18 milioane de ani-lumină.

## Apartenența laGrupul Local
Apartenența galaxiei NGC 3109 la Grupul Local a fost contestată, întrucât viteza radială pare superioară vitezei de eliberare a grupului nostru de galaxii. NGC 3109 este cea mai mare galaxie a unui mic grup de galaxii denumit Antlia-Sextans. Acest grup cuprinde galaxiile Sextans A, Sextans B, galaxia pitică Mașina pneumatică și poate Leo A. Opiniile sunt împărțite: dacă acest grup este legat gravitațional de Grupul Local sau dacă face parte dintr-un alt grup de galaxii.

## Talia, masa, forma și compoziția
Cea mai mare dimensiune aparentă agalaxiei NGC 3109 este mare în comparație cu alte galaxii, deoarece este aproape de Pământ. Totuși, cea mai mare dimensiune aparentă a sa nu este decât de aproximativ 24.000 de ani-lumină, ceea ce o face o galaxie mică.
Masa galaxiei NGC 3109 este de circa 2,3 x 109 {\displaystyle M_{\odot }}, din care 20% este sub formă de hidrogen neutru.
Deși un observator terestru vede această galaxie din profiul, se știe că ea conține un disc și un halou. Totuși, imaginile galaxiei NGC 3109 nu arată prezența unui nucleu galactic central.
Studiul hidrogenului neutru al acestei galaxii au scos în evidență că discul acesteia este deformat. Viteza radială a acestei deformări este aceeași cu aceea a gazelor din galaxia pitică Mașina Pneumatică.
Stelele din discul galactic al NGC 3109 sunt de toate vârstele. Unele dintre ele sunt foarte bătrâne și au un indice de metalicitate foarte slab. De altfel, spectroscopia supergigantelor albastre din NGC 3109 arată că această galaxie are o foarte slabă metalicitate, asemănătoare cu aceea a Micului Nor al lui Magellan, una dintre cele mai slabe galaxii din Grupul Local. Galaxia NGC 3109 conține un număr neobișnuit de mare de nebuloase planetare pentru luminozitatea sa. Ea conține și o cantitate importantă de materie întunecată.